# سلطان تنكر
سلطان محمد تنكر (بالإنجليزية:  Sultan Mohammed Tanker)‏؛ مواليد 1 سبتمبر 1998 في مكة، السعودية، هو لاعب كرة قدم سعودي يلعب لنادي جدة معار من نادي الحزم.

## مسيرة اللاعب
لعب في نادي الوحدة ونادي الشعلة ونادي جدة ونادي الكوكب ونادي الحزم والنادي العربي.